# Mariene provincie Sahulplat
De Mariene provincie Sahulplat (32) (Engels: Sahul Shelf marine province) is een biogeografische provincie en ligt in de overgang van de Grote Oceaan naar de Indische Oceaan in het Marien rijk Centrale Indo-Pacific. De mariene provincie is vastgesteld door het World Wide Fund for Nature en The Nature Conservancy en is vernoemd naar het Sahulplat.
In het oosten grenst het gebied aan de mariene provincie Noordoost-Australische Plat (33) en de mariene provincie Oostelijke Koraaldriehoek (31), in het noorden aan de mariene provincie Westelijke Koraaldriehoek (30) en in het westen aan de mariene provincie Noordwest-Australische Plat (34).

## Geografie
De mariene provincie ligt voor de noordkust van Australië en een stuk zuidkust van het eiland Nieuw-Guinea.

## Biogeografie
Het gebied kent zeeleven dat houdt van tropische temperaturen.

## Mariene ecoregio's
Deze mariene provincie bestaat uit 4 mariene ecoregio's:
- Mariene ecoregio Golf van Papoea (138)
- Mariene ecoregio Arafurazee (139)
- Mariene ecoregio Arnhemkust naar Golf van Carpentaria (140)
- Mariene ecoregio Bonapartekust (141)